# Qualificazioni al campionato europeo maschile under 21 di calcio 2009
Risultati delle Qualificazioni al campionato europeo di calcio Under-21 2009 iniziate nel maggio 2007.
La Svezia è qualificata di diritto come nazione ospitante. Le rimanenti 51 nazioni si disputeranno l'accesso alla fase finale del torneo qualificandosi per i 7 posti rimasti ancora liberi.
La struttura della competizione è la seguente:
1. Le 51 squadre vengono divise in nove gironi da 5 squadre ed uno da 6. In ogni girone ogni squadra disputa l'una contro l'altra due partite, una in casa e una in trasferta.
2. Le 10 squadre vincitrici dei gruppi più le quattro migliori seconde disputeranno dei play-off con andata e ritorno da cui usciranno le 7 squadre che si aggiungeranno alla Svezia per la fase finale.
3. Nella classifica avulsa tra le seconde di ogni girone si deve tenere presente il numero totale di squadre per raggruppamento. Ai punti della seconda classificata del gruppo 1 dovranno essere sottratti quelli guadagnati contro l'ultima classificata.

## Sorteggio
Il sorteggio si è tenuto allo Hilton Stockholm Slussen Hotel di Stoccolma in Svezia il 13 febbraio 2007. Le squadre sono state divise a seconda del loro coefficiente UEFA in cinque urne, quattro da 10 squadre ed una, contenente quelle col coefficiente più basso, da 11.

## Gruppi di qualificazione
- Risultati aggiornati al 26 marzo 2008

### Gruppo 1
| Squadre        | Punti | G  | V | N | P | GF | GS | DR  |
| -------------- | ----- | -- | - | - | - | -- | -- | --- |
| 1. Italia      | 24    | 10 | 7 | 3 | 0 | 21 | 5  | +16 |
| 2. Croazia     | 22    | 10 | 7 | 1 | 2 | 20 | 12 | +8  |
| 3. Grecia      | 18    | 10 | 5 | 3 | 2 | 20 | 13 | +7  |
| 4. Albania     | 12    | 10 | 3 | 3 | 4 | 10 | 13 | -3  |
| 5. Fær Øer     | 4     | 10 | 1 | 1 | 7 | 5  | 18 | -13 |
| 6. Azerbaigian | 3     | 10 | 0 | 3 | 8 | 6  | 21 | -15 |

| Partita                     | Risultato | Località         | Data              |
| --------------------------- | --------- | ---------------- | ----------------- |
| Italia - Albania            | 4 - 0     | Pontedera        | 1º giugno 2007    |
| Croazia - Isole Fær Øer     | 2 - 0     | Varaždin         | 2 giugno 2007     |
| Grecia - Azerbaigian        | 4 - 1     | Atene            | 2 giugno 2007     |
| Croazia - Grecia            | 3 - 2     | Zaprešić         | 6 giugno 2007     |
| Albania - Isole Fær Øer     | 1 - 0     | Elbasan          | 6 giugno 2007     |
| Italia - Isole Fær Øer      | 2 - 1     | Trento           | 7 settembre 2007  |
| Albania - Croazia           | 1 - 0     | Elbasan          | 8 settembre 2007  |
| Azerbaigian - Grecia        | 0 - 2     | Baku             | 8 settembre 2007  |
| Albania - Italia            | 0 - 1     | Durazzo          | 11 settembre 2007 |
| Croazia - Azerbaigian       | 3 - 2     | Zaprešić         | 11 settembre 2007 |
| Isole Fær Øer - Grecia      | 0 - 2     | Toftír           | 12 settembre 2007 |
| Italia - Croazia            | 2 - 0     | Chieti           | 12 ottobre 2007   |
| Isole Fær Øer - Azerbaigian | 1 - 0     | Toftír           | 14 ottobre 2007   |
| Grecia - Italia             | 2 - 2     | Atene            | 16 ottobre 2007   |
| Azerbaigian - Albania       | 1 - 1     | Baku             | 17 ottobre 2007   |
| Isole Fær Øer - Croazia     | 1 - 2     | Tórshavn         | 17 ottobre 2007   |
| Italia - Azerbaigian        | 5 - 0     | Fermo            | 16 novembre 2007  |
| Isole Fær Øer - Albania     | 0 - 5     | Toftír           | 17 novembre 2007  |
| Grecia - Croazia            | 3 - 4     | Atene            | 17 novembre 2007  |
| Azerbaigian - Croazia       | 0 - 1     | Baku             | 21 novembre 2007  |
| Isole Fær Øer - Italia      | 0 - 1     | Tórshavn         | 21 novembre 2007  |
| Grecia - Albania            | 2 - 1     | Atene            | 21 novembre 2007  |
| Azerbaigian - Italia        | 0 - 2     | Baku             | 25 marzo 2008     |
| Albania - Grecia            | 1 - 1     | Elbasan          | 20 agosto 2008    |
| Italia - Grecia             | 1 - 1     | Castel di Sangro | 5 settembre 2008  |
| Croazia - Albania           | 4 - 0     | Varaždin         | 5 settembre 2008  |
| Azerbaigian - Isole Fær Øer | 2 - 2     | Baku             | 6 settembre 2008  |
| Croazia - Italia            | 1 - 1     | Varaždin         | 9 settembre 2008  |
| Albania - Azerbaigian       | 0 - 0     | Valona           | 10 settembre 2008 |
| Grecia - Isole Fær Øer      | 1 - 0     | Atene            | 9 settembre 2008  |

| Squadre          | Punti | G | V | N | P | GF | GS | DR  |
| ---------------- | ----- | - | - | - | - | -- | -- | --- |
| 1. Turchia       | 19    | 8 | 6 | 1 | 1 | 18 | 6  | +12 |
| 2. Ucraina       | 15    | 8 | 5 | 0 | 3 | 16 | 7  | +9  |
| 3. Rep. Ceca     | 14    | 8 | 4 | 2 | 2 | 19 | 5  | +14 |
| 4. Armenia       | 10    | 8 | 3 | 1 | 4 | 8  | 16 | -8  |
| 5. Liechtenstein | 0     | 8 | 0 | 0 | 8 | 4  | 31 | -27 |

| Squadre          | Punti | G | V | N | P | GF | GS | DR  |
| ---------------- | ----- | - | - | - | - | -- | -- | --- |
| 1. Turchia       | 19    | 8 | 6 | 1 | 1 | 18 | 6  | +12 |
| 2. Ucraina       | 15    | 8 | 5 | 0 | 3 | 16 | 7  | +9  |
| 3. Rep. Ceca     | 14    | 8 | 4 | 2 | 2 | 19 | 5  | +14 |
| 4. Armenia       | 10    | 8 | 3 | 1 | 4 | 8  | 16 | -8  |
| 5. Liechtenstein | 0     | 8 | 0 | 0 | 8 | 4  | 31 | -27 |

| Partita                   | Risultato | Località           | Data              |
| ------------------------- | --------- | ------------------ | ----------------- |
| Armenia - Liechtenstein   | 1 - 0     | Erevan             | 31 maggio 2007    |
| Ucraina - Turchia         | 1 - 2     | Kiev               | 1º giugno 2007    |
| Ucraina - Armenia         | 4 - 0     | Kharkov            | 6 giugno 2007     |
| Armenia - Rep. Ceca       | 1 - 1     | Erevan             | 8 settembre 2007  |
| Liechtenstein - Turchia   | 2 - 3     | Vaduz              | 8 settembre 2007  |
| Rep. Ceca - Liechtenstein | 8 - 0     | Horní Počernice    | 11 settembre 2007 |
| Armenia - Ucraina         | 0 - 2     | Erevan             | 12 settembre 2007 |
| Liechtenstein - Rep. Ceca | 0 - 4     | Eschen             | 14 ottobre 2007   |
| Turchia - Ucraina         | 2 - 0     | Istanbul           | 14 ottobre 2007   |
| Liechtenstein - Ucraina   | 1 - 3     | Eschen             | 17 ottobre 2007   |
| Rep. Ceca - Armenia       | 3 - 0     | Kladno             | 17 ottobre 2007   |
| Rep. Ceca - Turchia       | 1 - 1     | Jablonec nad Nisou | 17 novembre 2007  |
| Ucraina - Liechtenstein   | 5 - 0     | Zaporižžja         | 17 novembre 2007  |
| Liechtenstein - Armenia   | 1 - 4     | Eschen             | 20 novembre 2007  |
| Ucraina - Rep. Ceca       | 0 - 2     | Zaporižžja         | 21 novembre 2007  |
| Turchia - Liechtenstein   | 3 - 0     | Adana              | 26 marzo 2008     |
| Armenia - Turchia         | 2 - 1     | Erevan             | 20 agosto 2008    |
| Turchia - Rep. Ceca       | 2 - 0     | Bursa              | 6 settembre 2008  |
| Rep. Ceca - Ucraina       | 0 - 1     | Uherské Hradiště   | 9 settembre 2008  |
| Turchia - Armenia         | 4 - 0     | Istanbul           | 9 settembre 2008  |

| Squadre        | Punti | G | V | N | P | GF | GS | DR  |
| -------------- | ----- | - | - | - | - | -- | -- | --- |
| 1. Inghilterra | 22    | 8 | 7 | 1 | 0 | 17 | 1  | +16 |
| 2. Portogallo  | 14    | 8 | 4 | 2 | 1 | 13 | 7  | +6  |
| 3. Montenegro  | 8     | 8 | 2 | 2 | 4 | 5  | 12 | -7  |
| 4. Bulgaria    | 7     | 8 | 2 | 1 | 5 | 4  | 9  | -5  |
| 5. Irlanda     | 5     | 8 | 1 | 2 | 5 | 4  | 14 | -10 |

| Squadre        | Punti | G | V | N | P | GF | GS | DR  |
| -------------- | ----- | - | - | - | - | -- | -- | --- |
| 1. Inghilterra | 22    | 8 | 7 | 1 | 0 | 17 | 1  | +16 |
| 2. Portogallo  | 14    | 8 | 4 | 2 | 1 | 13 | 7  | +6  |
| 3. Montenegro  | 8     | 8 | 2 | 2 | 4 | 5  | 12 | -7  |
| 4. Bulgaria    | 7     | 8 | 2 | 1 | 5 | 4  | 9  | -5  |
| 5. Irlanda     | 5     | 8 | 1 | 2 | 5 | 4  | 14 | -10 |

| Partita                  | Risultato | Località      | Data              |
| ------------------------ | --------- | ------------- | ----------------- |
| Bulgaria - Montenegro    | 1 - 2     | Sofia         | 5 giugno 2007     |
| Irlanda - Portogallo     | 0 - 2     | Cork          | 7 settembre 2007  |
| Montenegro - Inghilterra | 0 - 3     | Podgorica     | 7 settembre 2007  |
| Bulgaria - Inghilterra   | 0 - 2     | Sofia         | 11 settembre 2007 |
| Portogallo - Montenegro  | 4 - 0     | Porto         | 11 settembre 2007 |
| Bulgaria - Portogallo    | 1 - 0     | Sofia         | 12 ottobre 2007   |
| Inghilterra - Montenegro | 1 - 0     | Leicester     | 12 ottobre 2007   |
| Montenegro - Portogallo  | 1 - 2     | Podgorica     | 16 ottobre 2007   |
| Irlanda - Inghilterra    | 0 - 3     | Cork          | 16 ottobre 2007   |
| Montenegro - Irlanda     | 1 - 0     | Podgorica     | 16 novembre 2007  |
| Inghilterra - Bulgaria   | 2 - 0     | Milton Keynes | 16 novembre 2007  |
| Irlanda - Bulgaria       | 1 - 0     | Athlone       | 20 novembre 2007  |
| Portogallo - Inghilterra | 1 - 1     | Águeda        | 20 novembre 2007  |
| Inghilterra - Irlanda    | 3 - 0     | Southampton   | 5 febbraio 2008   |
| Irlanda - Montenegro     | 1 - 1     | Galway        | 25 marzo 2008     |
| Portogallo - Bulgaria    | 2 - 0     | Guimarães     | 26 marzo 2008     |
| Bulgaria - Irlanda       | 2 - 0     | Sofia         | 5 settembre 2008  |
| Inghilterra - Portogallo | 2 - 0     | Londra        | 5 settembre 2008  |
| Montenegro - Bulgaria    | 0 - 0     | Nikšić        | 9 settembre 2008  |
| Portogallo - Irlanda     | 2 - 2     | Funchal       | 9 settembre 2008  |

| Squadre       | Punti | G | V | N | P | GF | GS | DR  |
| ------------- | ----- | - | - | - | - | -- | -- | --- |
| 1. Spagna     | 24    | 8 | 8 | 0 | 0 | 21 | 2  | +19 |
| 2. Russia     | 15    | 8 | 5 | 0 | 3 | 14 | 6  | +8  |
| 3. Polonia    | 9     | 8 | 3 | 0 | 5 | 9  | 11 | -2  |
| 4. Kazakistan | 6     | 8 | 2 | 0 | 6 | 9  | 18 | -9  |
| 5. Georgia    | 6     | 8 | 2 | 0 | 6 | 6  | 22 | -16 |

| Squadre       | Punti | G | V | N | P | GF | GS | DR  |
| ------------- | ----- | - | - | - | - | -- | -- | --- |
| 1. Spagna     | 24    | 8 | 8 | 0 | 0 | 21 | 2  | +19 |
| 2. Russia     | 15    | 8 | 5 | 0 | 3 | 14 | 6  | +8  |
| 3. Polonia    | 9     | 8 | 3 | 0 | 5 | 9  | 11 | -2  |
| 4. Kazakistan | 6     | 8 | 2 | 0 | 6 | 9  | 18 | -9  |
| 5. Georgia    | 6     | 8 | 2 | 0 | 6 | 6  | 22 | -16 |

| Partita              | Risultato | Località         | Data              |
| -------------------- | --------- | ---------------- | ----------------- |
| Georgia - Spagna     | 0 - 1     | Tbilisi          | 5 giugno 2007     |
| Kazakistan - Russia  | 0 - 3     | Karaganda        | 22 agosto 2007    |
| Polonia - Georgia    | 3 - 1     | Zabierzów        | 22 agosto 2007    |
| Georgia - Kazakistan | 2 - 1     | Rustavi          | 7 settembre 2007  |
| Russia - Polonia     | 1 - 0     | Mosca            | 7 settembre 2007  |
| Polonia - Kazakistan | 1 - 0     | Wodzisław Śląski | 11 settembre 2007 |
| Spagna - Georgia     | 4 - 0     | Almuñécar        | 11 settembre 2007 |
| Russia - Kazakistan  | 4 - 0     | Mosca            | 12 ottobre 2007   |
| Polonia - Spagna     | 0 - 2     | Włocławek        | 12 ottobre 2007   |
| Kazakistan - Georgia | 4 - 1     | Aktobe           | 16 ottobre 2007   |
| Polonia - Russia     | 0 - 1     | Toruń            | 16 ottobre 2007   |
| Spagna - Polonia     | 3 - 0     | Ponferrada       | 16 novembre 2007  |
| Georgia - Russia     | 2 - 0     | Tbilisi          | 20 novembre 2007  |
| Spagna - Kazakistan  | 5 - 0     | Antequera        | 26 marzo 2008     |
| Kazakistan - Polonia | 3 - 0     | Almaty           | 19 agosto 2008    |
| Russia - Spagna      | 1 - 2     | Mosca            | 20 agosto 2008    |
| Russia - Georgia     | 4 - 0     | Minsk            | 5 settembre 2008  |
| Kazakistan - Spagna  | 1 - 2     | Almaty           | 5 settembre 2008  |
| Spagna - Russia      | 2 - 0     | Palencia         | 9 settembre 2008  |
| Georgia - Polonia    | 0 - 5     | Minsk            | 10 settembre 2008 |

| Squadre        | Punti | G | V | N | P | GF | GS | DR  |
| -------------- | ----- | - | - | - | - | -- | -- | --- |
| 1. Svizzera    | 16    | 8 | 5 | 1 | 2 | 16 | 5  | +11 |
| 2. Paesi Bassi | 16    | 8 | 5 | 1 | 2 | 10 | 3  | +7  |
| 3. Norvegia    | 12    | 8 | 3 | 3 | 2 | 7  | 6  | +1  |
| 4. Macedonia   | 9     | 8 | 2 | 3 | 3 | 5  | 6  | -1  |
| 5. Estonia     | 3     | 8 | 1 | 0 | 7 | 1  | 19 | -18 |

| Squadre        | Punti | G | V | N | P | GF | GS | DR  |
| -------------- | ----- | - | - | - | - | -- | -- | --- |
| 1. Svizzera    | 16    | 8 | 5 | 1 | 2 | 16 | 5  | +11 |
| 2. Paesi Bassi | 16    | 8 | 5 | 1 | 2 | 10 | 3  | +7  |
| 3. Norvegia    | 12    | 8 | 3 | 3 | 2 | 7  | 6  | +1  |
| 4. Macedonia   | 9     | 8 | 2 | 3 | 3 | 5  | 6  | -1  |
| 5. Estonia     | 3     | 8 | 1 | 0 | 7 | 1  | 19 | -18 |

| Partita                 | Risultato | Località     | Data              |
| ----------------------- | --------- | ------------ | ----------------- |
| Estonia - Norvegia      | 0 - 1     | Tallinn      | 3 giugno 2007     |
| Macedonia - Paesi Bassi | 0 - 1     | Skopje       | 22 agosto 2007    |
| Norvegia - Paesi Bassi  | 0 - 1     | Fredrikstad  | 7 settembre 2007  |
| Svizzera - Macedonia    | 1 - 1     | Wohlen       | 8 settembre 2007  |
| Macedonia - Estonia     | 1 - 0     | Skopje       | 11 settembre 2007 |
| Norvegia - Svizzera     | 2 - 1     | Fredrikstad  | 12 ottobre 2007   |
| Estonia - Paesi Bassi   | 0 - 3     | Tallinn      | 12 ottobre 2007   |
| Macedonia - Norvegia    | 1 - 1     | Skopje       | 16 ottobre 2007   |
| Estonia - Svizzera      | 0 - 4     | Tallinn      | 16 ottobre 2007   |
| Paesi Bassi - Macedonia | 1 - 0     | Nimega       | 16 novembre 2007  |
| Svizzera - Estonia      | 5 - 0     | Delémont     | 17 novembre 2007  |
| Norvegia - Estonia      | 2 - 0     | Kristiansand | 20 novembre 2007  |
| Paesi Bassi - Estonia   | 3 - 0     | Emmen        | 26 marzo 2008     |
| Macedonia - Svizzera    | 2 - 1     | Kumanovo     | 26 marzo 2008     |
| Paesi Bassi - Svizzera  | 0 - 1     | Tilburg      | 23 maggio 2008    |
| Svizzera - Norvegia     | 2 - 0     | Sion         | 20 agosto 2008    |
| Estonia - Macedonia     | 1 - 0     | Rakvere      | 20 agosto 2008    |
| Paesi Bassi - Norvegia  | 1 - 1     | Kerkrade     | 5 settembre 2008  |
| Svizzera - Paesi Bassi  | 1 - 0     | Sciaffusa    | 9 settembre 2008  |
| Norvegia - Macedonia    | 0 - 0     | Fredrikstad  | 10 settembre 2008 |

| Squadre      | Punti | G | V | N | P | GF | GS | DR  |
| ------------ | ----- | - | - | - | - | -- | -- | --- |
| 1. Finlandia | 19    | 8 | 6 | 1 | 1 | 11 | 6  | +5  |
| 2. Danimarca | 16    | 8 | 5 | 1 | 2 | 13 | 4  | +9  |
| 3. Scozia    | 16    | 8 | 5 | 1 | 2 | 17 | 6  | +11 |
| 4. Slovenia  | 5     | 8 | 1 | 2 | 5 | 4  | 13 | -9  |
| 5. Lituania  | 1     | 8 | 0 | 1 | 7 | 2  | 18 | -16 |

| Squadre      | Punti | G | V | N | P | GF | GS | DR  |
| ------------ | ----- | - | - | - | - | -- | -- | --- |
| 1. Finlandia | 19    | 8 | 6 | 1 | 1 | 11 | 6  | +5  |
| 2. Danimarca | 16    | 8 | 5 | 1 | 2 | 13 | 4  | +9  |
| 3. Scozia    | 16    | 8 | 5 | 1 | 2 | 17 | 6  | +11 |
| 4. Slovenia  | 5     | 8 | 1 | 2 | 5 | 4  | 13 | -9  |
| 5. Lituania  | 1     | 8 | 0 | 1 | 7 | 2  | 18 | -16 |

| Partita               | Risultato | Località    | Data              |
| --------------------- | --------- | ----------- | ----------------- |
| Slovenia - Lituania   | 2 - 1     | Domžale     | 5 giugno 2007     |
| Danimarca - Finlandia | 0 - 1     | Ålborg      | 6 giugno 2007     |
| Danimarca - Lituania  | 4 - 0     | Ålborg      | 7 settembre 2007  |
| Finlandia - Scozia    | 3 - 2     | Vaasa       | 8 settembre 2007  |
| Lituania - Slovenia   | 0 - 0     | Marijampolė | 11 settembre 2007 |
| Scozia - Danimarca    | 0 - 0     | Dunfermline | 12 settembre 2007 |
| Scozia - Lituania     | 3 - 0     | Edimburgo   | 11 ottobre 2007   |
| Finlandia - Slovenia  | 1 - 0     | Lahti       | 13 ottobre 2007   |
| Slovenia - Danimarca  | 1 - 3     | Domžale     | 16 ottobre 2007   |
| Lituania - Finlandia  | 0 - 1     | Kaunas      | 17 ottobre 2007   |
| Lituania - Danimarca  | 0 - 3     | Vilnius     | 16 novembre 2007  |
| Slovenia - Scozia     | 0 - 4     | Nova Gorica | 17 novembre 2007  |
| Danimarca - Slovenia  | 1 - 0     | Ålborg      | 20 novembre 2007  |
| Finlandia - Lituania  | 2 - 1     | Helsinki    | 21 novembre 2007  |
| Scozia - Finlandia    | 2 - 1     | Aberdeen    | 26 marzo 2008     |
| Lituania - Scozia     | 0 - 3     | Marijampolė | 20 agosto 2008    |
| Scozia - Slovenia     | 3 - 1     | Falkirk     | 4 settembre 2008  |
| Finlandia - Danimarca | 2 - 1     | Turku       | 5 settembre 2008  |
| Slovenia - Finlandia  | 0 - 0     | Velenje     | 9 settembre 2008  |
| Danimarca - Scozia    | 1 - 0     | Ålborg      | 9 settembre 2008  |

| Squadre       | Punti | G | V | N | P | GF | GS | DR |
| ------------- | ----- | - | - | - | - | -- | -- | -- |
| 1. Austria    | 20    | 8 | 6 | 2 | 0 | 12 | 6  | +6 |
| 2. Belgio     | 11    | 8 | 3 | 2 | 3 | 13 | 11 | +2 |
| 3. Slovacchia | 10    | 8 | 2 | 4 | 2 | 13 | 12 | +1 |
| 4. Islanda    | 7     | 8 | 1 | 4 | 3 | 6  | 9  | -3 |
| 5. Cipro      | 6     | 8 | 2 | 0 | 6 | 9  | 15 | -6 |

| Squadre       | Punti | G | V | N | P | GF | GS | DR |
| ------------- | ----- | - | - | - | - | -- | -- | -- |
| 1. Austria    | 20    | 8 | 6 | 2 | 0 | 12 | 6  | +6 |
| 2. Belgio     | 11    | 8 | 3 | 2 | 3 | 13 | 11 | +2 |
| 3. Slovacchia | 10    | 8 | 2 | 4 | 2 | 13 | 12 | +1 |
| 4. Islanda    | 7     | 8 | 1 | 4 | 3 | 6  | 9  | -3 |
| 5. Cipro      | 6     | 8 | 2 | 0 | 6 | 9  | 15 | -6 |

| Partita              | Risultato | Località  | Data              |
| -------------------- | --------- | --------- | ----------------- |
| Islanda - Cipro      | 0 - 1     | Grindavík | 22 agosto 2007    |
| Slovacchia - Islanda | 2 - 2     | Senec     | 7 settembre 2007  |
| Belgio - Austria     | 0 - 1     | Mechelen  | 7 settembre 2007  |
| Slovacchia - Austria | 1 - 1     | Senec     | 11 settembre 2007 |
| Islanda - Belgio     | 0 - 0     | Akranes   | 11 settembre 2007 |
| Austria - Cipro      | 2 - 1     | Schwaz    | 12 ottobre 2007   |
| Belgio - Slovacchia  | 4 - 2     | Mons      | 12 ottobre 2007   |
| Islanda - Austria    | 1 - 1     | Grindavík | 16 ottobre 2007   |
| Slovacchia - Cipro   | 4 - 1     | Senec     | 16 ottobre 2007   |
| Cipro - Slovacchia   | 1 - 2     | Paralimni | 16 novembre 2007  |
| Austria - Belgio     | 3 - 2     | Pasching  | 16 novembre 2007  |
| Cipro - Austria      | 1 - 2     | Famagosta | 20 novembre 2007  |
| Belgio - Islanda     | 1 - 2     | Bruxelles | 20 novembre 2007  |
| Cipro - Islanda      | 2 - 0     | Paphos    | 6 febbraio 2008   |
| Cipro - Belgio       | 0 - 2     | Paphos    | 26 marzo 2008     |
| Austria - Slovacchia | 1 - 0     | Pasching  | 26 marzo 2008     |
| Slovacchia - Belgio  | 1 - 1     | Senec     | 5 settembre 2008  |
| Austria - Islanda    | 1 - 0     | Schwaz    | 5 settembre 2008  |
| Islanda - Slovacchia | 1 - 1     | Reykjavík | 9 settembre 2008  |
| Belgio - Cipro       | 3 - 2     | Mons      | 9 settembre 2008  |

| Squadre        | Punti | G | V | N | P | GF | GS | DR  |
| -------------- | ----- | - | - | - | - | -- | -- | --- |
| 1. Serbia      | 17    | 8 | 5 | 2 | 1 | 24 | 5  | +19 |
| 2. Bielorussia | 17    | 8 | 5 | 2 | 1 | 15 | 5  | +10 |
| 3. Ungheria    | 12    | 8 | 4 | 0 | 4 | 14 | 13 | +1  |
| 4. Lettonia    | 11    | 8 | 3 | 2 | 3 | 6  | 6  | 0   |
| 5. San Marino  | 0     | 8 | 0 | 0 | 8 | 1  | 31 | -30 |

| Squadre        | Punti | G | V | N | P | GF | GS | DR  |
| -------------- | ----- | - | - | - | - | -- | -- | --- |
| 1. Serbia      | 17    | 8 | 5 | 2 | 1 | 24 | 5  | +19 |
| 2. Bielorussia | 17    | 8 | 5 | 2 | 1 | 15 | 5  | +10 |
| 3. Ungheria    | 12    | 8 | 4 | 0 | 4 | 14 | 13 | +1  |
| 4. Lettonia    | 11    | 8 | 3 | 2 | 3 | 6  | 6  | 0   |
| 5. San Marino  | 0     | 8 | 0 | 0 | 8 | 1  | 31 | -30 |

| Partita                  | Risultato | Località   | Data              |
| ------------------------ | --------- | ---------- | ----------------- |
| Serbia - Lettonia        | 1 - 1     | Novi Sad   | 2 giugno 2007     |
| Bielorussia - Ungheria   | 1 - 0     | Borisov    | 2 giugno 2007     |
| Ungheria - Lettonia      | 1 - 0     | Budapest   | 6 giugno 2007     |
| San Marino - Bielorussia | 0 - 3     | Serravalle | 6 giugno 2007     |
| Bielorussia - Lettonia   | 2 - 1     | Borisov    | 22 agosto 2007    |
| San Marino - Ungheria    | 1 - 6     | Serravalle | 7 settembre 2007  |
| Serbia - Bielorussia     | 3 - 1     | Belgrado   | 8 settembre 2007  |
| Lettonia - San Marino    | 2 - 0     | Riga       | 11 settembre 2007 |
| Ungheria - Serbia        | 2 - 1     | Budapest   | 12 settembre 2007 |
| Serbia - San Marino      | 3 - 0     | Belgrado   | 13 ottobre 2007   |
| Ungheria - Bielorussia   | 0 - 1     | Budapest   | 16 ottobre 2007   |
| Lettonia - Serbia        | 0 - 2     | Riga       | 17 ottobre 2007   |
| Bielorussia - San Marino | 6 - 0     | Vicebsk    | 16 novembre 2007  |
| Lettonia - Ungheria      | 1 - 0     | Riga       | 18 novembre 2007  |
| Bielorussia - Serbia     | 1 - 1     | Vicebsk    | 20 novembre 2007  |
| San Marino - Serbia      | 0 - 5     | Serravalle | 26 marzo 2008     |
| Ungheria - San Marino    | 5 - 0     | Budapest   | 19 agosto 2008    |
| San Marino - Lettonia    | 0 - 1     | Serravalle | 5 settembre 2008  |
| Serbia - Ungheria        | 8 - 0     | Belgrado   | 7 settembre 2008  |
| Lettonia - Bielorussia   | 0 - 0     | Riga       | 9 settembre 2008  |

| Squadre             | Punti | G | V | N | P | GF | GS | DR  |
| ------------------- | ----- | - | - | - | - | -- | -- | --- |
| 1. Germania         | 17    | 8 | 5 | 2 | 1 | 24 | 3  | +21 |
| 2. Israele          | 17    | 8 | 5 | 2 | 1 | 16 | 5  | +11 |
| 3. Irlanda del Nord | 12    | 8 | 4 | 0 | 4 | 13 | 12 | +1  |
| 4. Moldavia         | 12    | 8 | 4 | 0 | 4 | 6  | 8  | -2  |
| 5. Lussemburgo      | 0     | 8 | 0 | 0 | 8 | 1  | 32 | -31 |

| Squadre             | Punti | G | V | N | P | GF | GS | DR  |
| ------------------- | ----- | - | - | - | - | -- | -- | --- |
| 1. Germania         | 17    | 8 | 5 | 2 | 1 | 24 | 3  | +21 |
| 2. Israele          | 17    | 8 | 5 | 2 | 1 | 16 | 5  | +11 |
| 3. Irlanda del Nord | 12    | 8 | 4 | 0 | 4 | 13 | 12 | +1  |
| 4. Moldavia         | 12    | 8 | 4 | 0 | 4 | 6  | 8  | -2  |
| 5. Lussemburgo      | 0     | 8 | 0 | 0 | 8 | 1  | 32 | -31 |

| Partita                        | Risultato | Località         | Data              |
| ------------------------------ | --------- | ---------------- | ----------------- |
| Moldavia - Irlanda del Nord    | 0 - 1     | Tiraspol         | 1º giugno 2007    |
| Israele - Lussemburgo          | 3 - 0     | Tel Aviv         | 7 settembre 2007  |
| Irlanda del Nord - Germania    | 0 - 3     | Lurgan           | 7 settembre 2007  |
| Moldavia - Israele             | 1 - 0     | Tiraspol         | 11 settembre 2007 |
| Lussemburgo - Irlanda del Nord | 1 - 2     | Beggen           | 12 settembre 2007 |
| Israele - Germania             | 2 - 2     | Tel Aviv         | 12 ottobre 2007   |
| Lussemburgo - Moldavia         | 0 - 2     | Grevenmacher     | 13 ottobre 2007   |
| Germania - Moldavia            | 3 - 0     | Pirmasens        | 16 ottobre 2007   |
| Irlanda del Nord - Israele     | 1 - 3     | Lurgan           | 17 ottobre 2007   |
| Irlanda del Nord - Lussemburgo | 5 - 0     | Lurgan           | 16 novembre 2007  |
| Lussemburgo - Germania         | 0 - 7     | Lussemburgo      | 20 novembre 2007  |
| Irlanda del Nord - Moldavia    | 3 - 0     | Lurgan           | 20 novembre 2007  |
| Israele - Irlanda del Nord     | 2 - 1     | Tel Aviv         | 6 febbraio 2008   |
| Germania - Lussemburgo         | 6 - 0     | Wiesbaden        | 25 marzo 2008     |
| Israele - Moldavia             | 1 - 0     | Tel Aviv         | 26 marzo 2008     |
| Moldavia - Germania            | 1 - 0     | Tiraspol         | 19 agosto 2008    |
| Lussemburgo - Israele          | 0 - 5     | Esch-sur-Alzette | 5 settembre 2008  |
| Germania - Irlanda del Nord    | 3 - 0     | Wuppertal        | 5 settembre 2008  |
| Moldavia - Lussemburgo         | 2 - 0     | Tiraspol         | 9 settembre 2008  |
| Germania - Israele             | 0 - 0     | Duisburg         | 9 settembre 2008  |

| Squadre                 | Punti | G | V | N | P | GF | GS | DR  |
| ----------------------- | ----- | - | - | - | - | -- | -- | --- |
| 1. Galles               | 18    | 8 | 6 | 0 | 2 | 20 | 6  | +14 |
| 2. Francia              | 17    | 8 | 5 | 2 | 1 | 16 | 5  | +11 |
| 3. Romania              | 15    | 8 | 4 | 3 | 1 | 11 | 3  | +8  |
| 4. Bosnia ed Erzegovina | 4     | 8 | 1 | 1 | 6 | 7  | 17 | -10 |
| 5. Malta                | 3     | 8 | 1 | 0 | 7 | 3  | 24 | -21 |

| Squadre                 | Punti | G | V | N | P | GF | GS | DR  |
| ----------------------- | ----- | - | - | - | - | -- | -- | --- |
| 1. Galles               | 18    | 8 | 6 | 0 | 2 | 20 | 6  | +14 |
| 2. Francia              | 17    | 8 | 5 | 2 | 1 | 16 | 5  | +11 |
| 3. Romania              | 15    | 8 | 4 | 3 | 1 | 11 | 3  | +8  |
| 4. Bosnia ed Erzegovina | 4     | 8 | 1 | 1 | 6 | 7  | 17 | -10 |
| 5. Malta                | 3     | 8 | 1 | 0 | 7 | 3  | 24 | -21 |

| Partita             | Risultato | Località         | Data              |
| ------------------- | --------- | ---------------- | ----------------- |
| Francia - Romania   | 1 - 1     | Brest            | 1º giugno 2007    |
| Malta - Romania     | 0 - 1     | Corradino        | 5 giugno 2007     |
| Francia - Galles    | 1 - 0     | Grenoble         | 7 settembre 2007  |
| Bosnia-E. - Malta   | 4 - 0     | Zenica           | 8 settembre 2007  |
| Romania - Bosnia-E. | 3 - 0     | Râmnicu Vâlcea   | 11 settembre 2007 |
| Malta - Francia     | 0 - 2     | Ta' Qali         | 12 settembre 2007 |
| Francia - Bosnia-E. | 4 - 0     | Albi             | 12 ottobre 2007   |
| Romania - Francia   | 0 - 0     | Iași             | 16 ottobre 2007   |
| Galles - Malta      | 3 - 1     | Wrexham          | 17 ottobre 2007   |
| Romania - Malta     | 4 - 0     | Piatra Neamț     | 16 novembre 2007  |
| Galles - Bosnia-E.  | 4 - 0     | Wrexham          | 17 novembre 2007  |
| Malta - Bosnia-E.   | 2 - 1     | Corradino        | 20 novembre 2007  |
| Galles - Francia    | 4 - 2     | Cardiff          | 20 novembre 2007  |
| Malta - Galles      | 0 - 4     | Corradino        | 5 febbraio 2008   |
| Bosnia-E. - Galles  | 1 - 2     | Sarajevo         | 26 marzo 2008     |
| Galles - Romania    | 0 - 1     | Wrexham          | 20 agosto 2008    |
| Francia - Malta     | 5 - 0     | Boulogne-sur-Mer | 5 settembre 2008  |
| Bosnia-E. - Romania | 1 - 1     | Zenica           | 6 settembre 2008  |
| Romania - Galles    | 0 - 3     | Iași             | 9 settembre 2008  |
| Bosnia-E. - Francia | 0 - 1     | Sarajevo         | 9 settembre 2008  |

| Squadre        | Punti | G | V | N | P | GF | GS | DR  |
| -------------- | ----- | - | - | - | - | -- | -- | --- |
| 1. Francia     | 17    | 8 | 5 | 2 | 1 | 16 | 5  | +11 |
| 2. Israele     | 17    | 8 | 5 | 2 | 1 | 16 | 5  | +11 |
| 3. Bielorussia | 17    | 8 | 5 | 2 | 1 | 15 | 5  | +10 |
| 4. Danimarca   | 16    | 8 | 5 | 1 | 2 | 13 | 4  | +9  |
| 5. Paesi Bassi | 16    | 8 | 5 | 1 | 2 | 10 | 3  | +7  |
| 6. Croazia     | 16    | 8 | 5 | 1 | 2 | 16 | 10 | +6  |
| 7. Ucraina     | 15    | 8 | 5 | 0 | 3 | 16 | 7  | +9  |
| 8. Russia      | 15    | 8 | 5 | 0 | 3 | 14 | 6  | +8  |
| 9. Portogallo  | 14    | 8 | 4 | 2 | 1 | 13 | 7  | +6  |
| 10. Belgio     | 11    | 8 | 3 | 2 | 3 | 13 | 11 | +2  |

## Spareggi per il torneo finale
Il sorteggio per gli accoppiamenti si è tenuto a Malmö, in Svezia, il 12 settembre 2008 alle ore 12:00.
Andata 11 e 12 ottobre, ritorno 14 e 15 ottobre 2008.
| Squadra 1 | Totale | Squadra 2   | Andata | Ritorno      |
| --------- | ------ | ----------- | ------ | ------------ |
| Germania  | 2 - 1  | Francia     | 1 - 1  | 1 - 0        |
| Danimarca | 0 - 2  | Serbia      | 0 - 1  | 0 - 1        |
| Turchia   | 1 - 2  | Bielorussia | 1 - 0  | 0 - 2        |
| Austria   | 4 - 5  | Finlandia   | 2 - 1  | 2 - 4 d.c.r. |
| Galles    | 4 - 5  | Inghilterra | 2 - 3  | 2 - 2        |
| Italia    | 3 - 1  | Israele     | 0 - 0  | 3 - 1        |
| Svizzera  | 3 - 4  | Spagna      | 2 - 1  | 1 - 3 d.t.s. |

## Squadre qualificate
| Squadra     | Data            |
| ----------- | --------------- |
| Svezia      | Paese ospitante |
| Finlandia   | 14 ottobre 2008 |
| Bielorussia | 14 ottobre 2008 |
| Inghilterra | 14 ottobre 2008 |
| Spagna      | 14 ottobre 2008 |
| Italia      | 15 ottobre 2008 |
| Germania    | 15 ottobre 2008 |
| Serbia      | 15 ottobre 2008 |